# 醢僮尸逐侯鞮単于
醢僮尸逐侯鞮単于（かいとうしちくこうていぜんう、拼音: Hǎitóngshīzhúhóudīchányú、 ? - 63年）は、中国後漢時代の南匈奴の単于。醢落尸逐鞮単于の子。醢僮尸逐侯鞮単于というのは称号で、姓は虚連題氏、名は適という。

## 生涯
醢落尸逐鞮単于の子として生まれる。
永平2年（59年）、伊伐於慮鞮単于が薨去すると、単于として即位した。
永平5年（62年）、北匈奴が五原塞に侵入し、雲中郡を荒らして原陽にまで来たが、南単于適がこれを撃退し、西河長史の馬襄が救援にやって来ると、北匈奴は引き揚げた。
永平6年（63年）に薨去し、従弟の蘇（丘除車林鞮単于）が立った。

## 参考資料
- 『後漢書』（南匈奴列伝）